# Chaînon Shakhdara
Le chaînon Shakhdara, ou chaînon Ishkashim, est un massif montagneux situé au Tadjikistan, dans le Pamir. Il culmine à 6 726 mètres d'altitude au pic Karl Marx.